# Cnemaspis alantika
Espèce
Cnemaspis alantika est une espèce de geckos de la famille des Gekkonidae.

## Répartition
Cette espèce est endémique des monts Atlantika dans la région du Nord au Cameroun.

## Description
Cnemaspis alantika mesure, queue non comprise, jusqu'à 47,5 mm. C'est une espèce diurne insectivore.

## Publication originale
- Bauer, Chirio, Ineich & Lebreton, 2006 : New Species of Cnemaspis (Squamata: Gekkonidae) from Northern Cameroon, a Neglected Biodiversity Hotspot. Journal of Herpetology, vol. 40, n. 4, p. 510-519.